# Lista de condados do Illinois

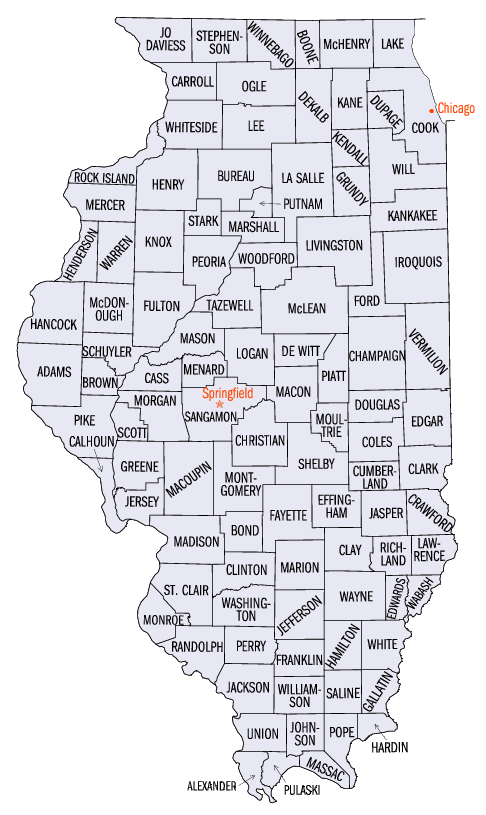
Imagem dos 102 condados do Illinois.

Esta é uma lista dos 102 condados do estado americano de Illinois.
| - Adams - Alexander - Bond - Boone - Brown - Bureau - Calhoun - Carroll - Cass - Champaign - Christian - Clark - Clay - Clinton - Coles - Cook - Crawford - Cumberland - DeKalb - De Witt - Douglas | - DuPage - Edgar - Edwards - Effingham - Fayette - Ford - Franklin - Fulton - Gallatin - Greene - Grundy - Hamilton - Hancock - Hardin - Henderson - Henry - Iroquois - Jackson - Jasper - Jefferson - Jersey | - Jo Daviess - Johnson - Kane - Kankakee - Kendall - Knox - Lake - La Salle - Lawrence - Lee - Livingston - Logan - McDonough - McHenry - McLean - Macon - Macoupin - Madison - Marion - Marshall | - Mason - Massac - Menard - Mercer - Monroe - Montgomery - Morgan - Moultrie - Ogle - Peoria - Perry - Piatt - Pike - Pope - Pulaski - Putnam - Randolph - Richland - Rock Island - St. Clair | - Saline - Sangamon - Schuyler - Scott - Shelby - Stark - Stephenson - Tazewell - Union - Vermilion - Wabash - Warren - Washington - Wayne - White - Whiteside - Will - Williamson - Winnebago - Woodford |